# Marie-Denise Villers

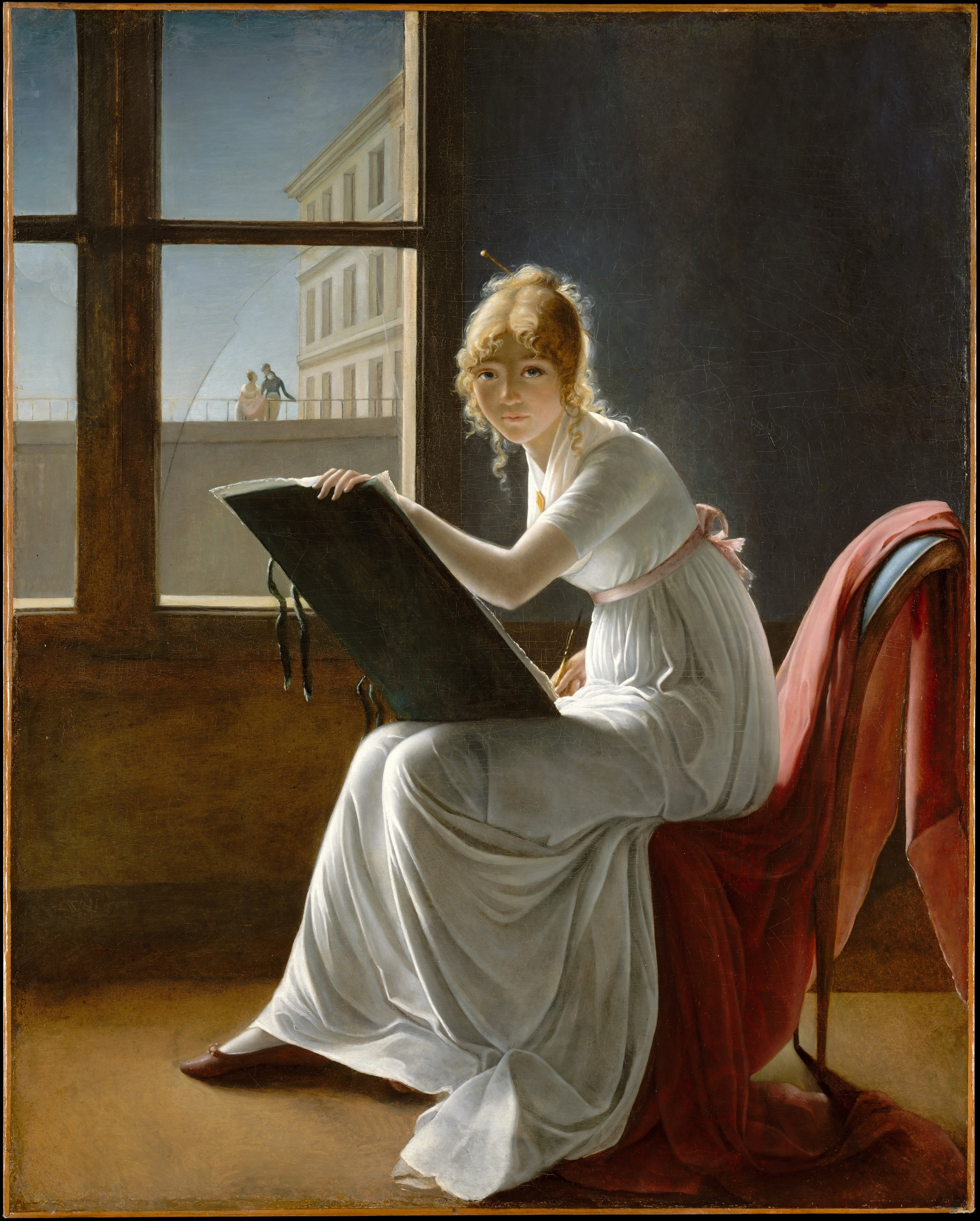
Jeune femme dessinant (Charlotte du Val d'Ognes) pintado à óleo por Marie-Denise Villers, por volta de 1801

Marie-Denise Villers (Paris, 1774 — Paris, 19 de agosto de 1821) foi uma pintora francesa especializada em retratos.

## Biografia
Marie-Denise Lemoine nasceu em Paris, filha de Charles Lemoine e Marie-Anne Rouselle. Duas de suas três irmãs, Marie-Victoire Lemoine (1754-1820) e Marie-Élisabeth Gabiou (1755-1812), bem como a prima distante Jeanne-Elisabeth Chaudet (1767-1832), foram todas treinadas como retratistas. Dentro de sua família, Marie-Denise era conhecida como "Nisa". A família morava na Rue Traversière-Saint-Honoré (hoje Rue Molière), perto do Palais Royal, no 1º distrito de Paris. Pouco se sabe sobre a infância de Marie-Denise, no entanto, é provável que, através de suas irmãs e prima mais velhas, ela fosse apresentada aos salões de Paris. Foi no Salão de Paris de 1799 que ela conheceu a artista Anne-Louis Girodet-Trioson, e também começou a ter aulas de pintura com François Gérard e Jacques-Louis David. Em 1794, ela se casou com um estudante de arquitetura, Michel-Jean-Maximilien Villers. Seu marido apoiou sua arte, durante um período em que muitas mulheres eram forçadas a abandonar o trabalho artístico profissional após o casamento. Sua vida entre a época de sua última pintura datada (1814) e sua morte em 1821 permanece desconhecida.

## Carreira
Ela exibiu obras de arte no Salão de Paris do ano VII (1799). A pintura mais famosa de Villers, Retrato de Charlotte du Val d'Ognes (1801), foi atribuída a vários artistas e exibida sob vários títulos ao longo de sua longa história. Originalmente, o retrato estava na família du Val d'Ognes por gerações, onde foi atribuído a Jacques-Louis David. Quando o Metropolitan Museum of Art o comprou em 1917, ele era conhecido como "o David de Nova York". No entanto, em 1951, o curador Charles Stirling levantou a hipótese de ter sido realmente pintado por uma "mulher pouco conhecida". Durante décadas, foi despojado de seu título e artista, conforme a política do Met. Em 1995, Margaret Oppenheimer argumentou com sucesso que Villers pintou a obra. Além disso, a historiadora de arte Anne Higonnet argumenta que Young Woman Drawing é um auto-retrato.
Villers exibiu Estudo de uma jovem sentada em uma janela e dois outros trabalhos no Salon de 1801, seguidos em 1802 por uma pintura de gênero intitulada Uma criança no berço e Um Estudo de uma Mulher da Natureza. Seu último trabalho conhecido é um retrato da Duquesa de Angoulême, exibido em 1814.

## Trabalhos
- "La Peinture. Une Bacchante endormie ", 1799. (Pintura. Bacchante dormindo)
- "Estudo de um jeune femme assise sur une fenêtre", 1800-1801. (Estudo de uma jovem sentada em uma janela)
- "Jeune femme dessinant", (Desenho de uma jovem mulher), anteriormente conhecido como Retrato de Miss Charlotte du Val Ognes, Nova York, Metropolitan Museum of Art, 1801.
- "Estudo de uma mulher em um banheiro". retrato, 1801. Estudo de uma mulher em seu banheiro. )
- "Une estudo de femme d'après nature", Presumido Retrato de Madame Soustras, Paris, Museu do Louvre, 1802[6]
- "Un enfant dans son berceau, entrainé par les áux de l'inondation du mois de Nivôse an X", 1802. (Uma criança em seu berço, impulsionada pelas águas do mês X do ano Nivôse)
- "Un enfant dans son berceau, entrrain par les áux d'inondation du mois de Nivôse an X", taille reduction of l'œuvre de 1802, 1810. (Uma criança em seu berço, impulsionada pelas águas da enchente do mês Nivôse, ano X)
- "Une petite fille blonde, inquilino une corbeille de jonc remplie de fleurs"; antes de 1813. (Uma garotinha loira segurando uma cesta cheia de anel de flores)
- "Retrato da duquesa de Angoulême", 1814. (Retrato da duquesa de Angoulême)